# Dele Odule
Dele Odule es un actor y productor de cine nigeriano. Fue nominado en la categoría "Mejor actor de reparto (Yoruba)" en los premios Best of Nollywood Awards 2014 por su papel en la película Kori Koto. También se ha desempeñado como presidente de la Asociación de profesionales del cine y las artes teatrales de Nigeria.

## Biografía
Odule nació el 23 de noviembre de 1961 en la ciudad de Oru Ijebu, en el gobierno local de Ijebu North, estado de Ogun. Obtuvo el certificado de grado II del Teacher's Training College, antes de asistir a la Universidad de Ibadán, donde estudió Artes Teatrales.

## Carrera profesional
Dele comenzó a actuar en un grupo de teatro llamado Oloko Theatre Group. Debutó en 1986 y obtuvo mayor atención al protagonizar la película Ti Oluwa Ni Ile. Desde entonces ha protagonizado más de 200 películas.

## Filmografía seleccionada
- Ti Oluwa Ni Ile (1993)
- Lakunle Alagbe (1997)
- Oduduwa (2000)
- Afonja (2002)
- Olorire (2003)
- Ògédé Didùn (2003)
- Ogbologbo (2003)
- Suku Suku Bam Bam (2004)
- Omo Olè (2004)
- Iwe Akosile (2005)
- Idajo Mi Tide (2005)
- Eru Ife (2005)
- Ó kojá Ofin (2007)
- Aye Ibironke (2007)
- Bolode O'ku (2009)
- Aworo (2012)
- The Ghost and the Tout (2018)
- Survival of Jelili (2019)
- Kakanfo (2020)
- The New Patriots (2020)

## Premios y nominaciones
| Año  | Ceremonia de premiación                    | Premio                          | Resultado | Ref.  |
| ---- | ------------------------------------------ | ------------------------------- | --------- | ----- |
| 2014 | Best of Nollywood Awards 2014              | Mejor actor de reparto (Yoruba) | Nominado  |       |
| 2014 | Premios de la Academia de Cine Yoruba 2014 | Mejor actor de reparto          | Ganador   | [ 7 ] |
| 2020 | Best of Nollywood Awards                   | Mejor actor de reparto: Yoruba  | Nominado  | [ 8 ] |